# صدر الدين عبد الله ييف
صدر الدين عبد الله ييف (11 يونيو 1986 بطشقند في أوزبكستان - ) هو لاعب كرة قدم أوزبكستاني في مركز الوسط. شارك مع منتخب أوزبكستان لكرة القدم. أما مع النوادي، فقد لعب مع نادي باختاكور طشقند ونادي تشانغتشون ياتاي ونادي لوكوموتيف طشقند وFC Shurtan ‏ وTerengganu F.C. II ‏.

## وصلات خارجية
- صدر الدين عبد الله ييف على موقع الاتحاد الدولي (مؤرشف)  (الإنجليزية)
- صدر الدين عبد الله ييف على موقع قاعدة بيانات كرة القدم.إي يو (الإنجليزية)
- صدر الدين عبد الله ييف على موقع ناشيونال فوتبول تيمز (الإنجليزية)
- صدر الدين عبد الله ييف على موقع Soccerway.com (الإنجليزية)